# San Pedro Palmiches
San Pedro Palmiches község Spanyolországban, Cuenca tartományban. San Pedro Palmiches Albendea községgel határos. Lakosainak száma 56 fő (2024).

## Népesség
A település népessége az utóbbi években az alábbiak szerint változott:
| Lakosok száma | 101  | 96   | 101  | 96   | 83   | 70   | 65   | 57   | 50   | 56   |
|               | 2001 | 2004 | 2006 | 2009 | 2011 | 2014 | 2016 | 2019 | 2021 | 2024 |